# Ayumi Hamasaki
Ayumi Hamasaki (浜崎 あゆみ Hamasaki Ayumi), född 2 oktober 1978 i Fukuoka-prefekturen, är en japansk popsångerska. Hon har vunnit stor berömmelse i hemlandet, för sina jordnära och personliga sångtexter.
Hamasaki är även uppskattad av människor i västvärlden, då oftast av ungdomar som har intresserat sig för japansk populärkultur. Hon har dock på senare tid börjat övergå från pop till mer rockiga låtar, och är också en av världens mest remixade artister med hela 14 utgivna nyinspelade album. Mest kända är Ayu Trance 1, 2 och 3 som har blivit inspelade på nytt av EDM-artister som Mike Koglin och Ferry Corsten.
Hamasaki debuterade 1998 med låten Poker Face efter att ha tagit musiklektioner i New York. Hon har även en egen TV-show som heter Ayu-ready och har startat ett eget märke, "Ayupan", med bl a små samlarfigurer av ayumi och hennes hund, lunchboxar, pennskrin m m. Utöver detta har hon medverkat i flera reklamfilmer, bl a för Panasonic och kaffedrycken Boss. Hennes pappa lämnade hennes familj när hon var mycket ung. Hon sjunger om det på Memorial address.

## Studioalbum
- 1999 - A Song for XX
- 1999 - LOVEppears
- 2000 - Duty
- 2001 - I am...
- 2002 - Rainbow
- 2003 - Memorial address
- 2004 - My Story
- 2006 - (Miss)understood
- 2006 - Secret
- 2008 - GUILTY
- 2009 - Next Level
- 2010 - Rock 'n' Roll Circus
- 2010 - Love Songs
- 2012 - Party Queen
- 2012 - LOVE
- 2012 - again
- 2013 - Love Again
- 2014 - Colours
- 2015 - A One
- 2016 - M(a)de in Japan

## Ominspelningar
- Ayu Trance
- Ayu Trance 2
- Ayu Trance 3
- Ayu Trance 4
- Ayu-mi-x
- Ayu-mi-x II version Non-Stop Mega Mix
- Ayu-mi-x II version Acoustic Orchestra
- Ayu-mi-x II version US + EU
- Ayu-mi-x II version JPN
- Ayu-mi-x III version Acoustic Orchestra
- Ayu-mi-x III version Non-Stop Mega Mix
- Ayu-mi-x IV version Acoustic Orchestra
- Ayu-mi-x IV version Non-Stop Mega Mix
- Ayu-mi-x V
- Ayu-mi-x VI -GOLD-
- Ayu-mi-x VI -SILVER-
- Ayu-mi-x VII version Acoustic Orchestra
- Ayu-mi-x VII version House
- Ayu-mi-x VII version Non-Stop Mega Mix
- Ayu-ro mix
- Ayu-ro mix 2
- Ayu-ro mix 3
- Ayumi Hamasaki China Princess Orchestra
- My Story Classical

## Priser och deltagande i tävlingar
| Årtal | Priser och tävlingar |
| ----- | --- |
| 1998  | - Japan Gold Disc Awards: Bästa nykomling (1998) - Japan Gold Disc Awards: Bästa popalbum — A Song for ×× - Deltarr i NHK:s "Best Singers (Kouhaku)"-tävlingen i Japan |
| 1999  | - Japan Nailist Association: Nail Queen - All Japan Request Awards: Grand Prix - Deltarr i NHK:s "Best Singers (Kouhaku)"-tävlingen i Japan |
| 2000  | - Japan Gold Disc Awards: Bästa popalbum — Loveppears - Japan Gold Disc Awards: Bästa singel — A - The Japan Record Awards: Bästa album — Duty - The Japan Record Awards: Guldpris — Seasons - Bäst utsmyckade tonåringen - Deltar i NHK:s "Best Singers (Kouhaku)"-tävlingen i Japan - Japan Nailist Association: Nail Queen |
| 2001  | - MTV Japan Video Music Awards: Bästa kvinnliga artist - Japan Gold Disc Awards: Bästa låt — M - Japan Gold Disc Awards: Bästa låt — Seasons - Japan Gold Disc Awards: Bästa popalbum — Duty - Japan Gold Disc Awards: Bästa artist - Japan Cable Award: Grand Prix - The Japan Record Awards: Guldpris — Dearest - The Japan Record Awards: "Priset" — Dearest - MTV World Music Awards: Bästa japanska pop/rock-artist - MTV World Music Awards: Världens bäst säljande japanska artist - Japan Nailist Association: Nail Queen - Övrigt: Barbie-priset - Best Jeanist Association: "Best Jeanist of the year"-priset - Deltar i NHK:s "Best Singers (Kouhaku)"-tävlingen i Japan - 130 miljoner väljer bästa artist — Bästa artist |
| 2002  | - MTV Asia Awards: Bästa kvinnliga artist - MTV Asia Awards: Mest betydelsefulla japanska artist i Asien (specialpris) - Japan Gold Disc Awards: Bästa popalbum — A Best - Japan Gold Disc Awards: Bästa popalbum — I am… - Japan Gold Disc Awards: Bästa artist - Japan Cable Award: Grand Prix - The Japan Record Awards: Guldpris — Voyage - The Japan Record Awards: "Priset" — Voyage - Oricon Awards: Bäst säljande remixalbum (Super Eurobeat presents Ayu-ro mix) - All Japan Request Awards: Grand Prix - Japan Nailist Association: Nail Queen - 130 miljoner väljer bästa artist: Bästa artist - Best Jeanist Association: "Best Jeanist of the year"-priset - Deltar i NHK:s "Best Singers (Kouhaku)"-tävlingen i Japan - Övrigt: "All Japan Request"-Priset |
| 2003  | - MTV Japan Video Music Awards: Bästa musikvideo av en kvinnlig artist — Because of You - MTV Japan Video Music Awards: Bästa popmusikvideo — No way to say - MTV Japan Video Music Awards: Bästa framförande (Framförd av Asahi Super Dry) - Japan Gold Disc Awards: Bästa låt — Free&Easy - Japan Gold Disc Awards: Bästa låt — H - Japan Gold Disc Awards: Bästa låt — Voyage - Japan Gold Disc Awards: Bästa japanska popr/rock-album — A Ballads - Japan Gold Disc Awards: Bästa japanska pop/rock-album — & - Japan Gold Disc Awards: Bästa japanska pop/rock-album — Memorial Address - Japan Gold Disc Awards: Bästa japanska pop/rock-artist - The Japan Record Awards: Guldpris — No way to say - The Japan Record Awards: "Priset" — No way to say - 130 miljoner väljer bästa artist: Bästa artist - All Japan Request Awards: Grand Prix - MTV World Music Awards: Bästa japanska pop/rock-artist - Oricon Chart Awards: "Bäst säljande album"-titeln - Oricon Chart Awards: "Bästa hitlåt"-priset - Deltar i NHK:s "Best Singers (Kouhaku)"-tävlingen i Japan - Best Jeanist Association: "Best Jeanist of the year"-priset |
| 2004  | - Hito Awards Taiwan: "Bästa utländska artist" - Hito Awards Japan: Moments - 130 miljoner väljer bästa artist: Bästa artist - Deltar i NHK:s "Best Singers (Kouhaku)"-tävlingen i Japan - Best Jeanist Association: "Best Jeanist of the year"-priset |
| 2005  | - Best Jeanist Association: "Best Jeanist of the year"-priset - Best Jeanist Association: Hederspris för att ha vunnit "Best Jeanist of the Year" fem gånger. - 130 miljoner väljer bästa artist: Bästa artist - Hito Awards Taiwan: Bästa utländska artist - Hito Awards Japan: My name's Woman - Musicnet Awards: Bästa album (My Story) - Deltar i NHK:s "Best Singers (Kouhaku)"-tävlingen i Japan - "Bäst säljande solo samt kvinnliga japanska artist"-priset (Worldwide-pris) |
| 2006  | - Snyggaste kvinnliga soloartist i Japan och Kina - Placering som näst bäst säljande av album med kvinnlig artist - Placering som bäst säljande singel med kvinnlig artist (över 20 miljoner exemplar) - Oricon Awards: Skönhet i hatt - Oricon Awards: Sommarklädd skönhet - Oricon Awards: Bästa höstfrisyr - Oricon Awards: Snyggaste hud - Nummer 1 på tablån "HIT FM Asia Music" - Musicnet Awards: Bästa artist - Musicnet Awards: Bästa album ((miss) understood) - Musicnet Awards: Bästa singel (Heaven) - Musicnet Awards: Bästa konsertvideo (Arena Tour 2005 ~My Story~) - CDTV Awards: "My Fashion Leader"-priset - 130 miljoner väljer bästa artist: Bästa artist - Deltaar i NHK:s "Best Singers (Kouhaku)"-tävlingen i Japan - Första japanska artist att få alla sina originalalbum placerade som etta sen debutalbumet |
| 2007  | - Första kvinnliga soloartist som på 36 år har erövrat de två högsta placeringarna på albumtopp-listan - Den enda artist som erhållit de båda högsta placeringarna på "United World Chart"-topplistan (album) - Bäst säljande japanska kvinnliga & soloartisten någonsin - Fjärde bäst säljande japanska artist någonsin - Oricon Awards: Deeply Impressed Eyes Beauty Award - Oricon Awards: Favoritartist som bär kimono - Oricon Awards: Bästa vårfrisyr - Oricon Awards: Placering som femte bästa TV-CM Tie-up (Part of Me, Panasonic Lumix FX30) - Japan Gold Disc Awards: Bästa japanska pop/rock-album — (miss)understood - Japan Gold Disc Awards: Bästa japanska pop/rock-album — Secret - Japan Gold Disc Awards: "Miljoner sålda album artist"-kortet — (miss)understood - RTHK International Awards: Årets bästa japanska sång — Secret - Placering som etta i en omröstning för titelsången till filmen Koisora - Sanspo Awards: Japans bästa kvinnofrisyr |

## Titel- och reklamsånger
Ayumi Hamasakis sånger är ofta med i TV-reklam, även som titelsånger i film och drama, och även i marknadsföring på webbsidor.
- + - Fuji-TV Variety show Ayu Ready? Slut-tema
- 1 Love - Panasonic D-Snap
- 1 Love - Panasonic D-Dock
- About You - Morinaga Bake
- alterna - Panasonic Lumix
- And Then - JT Peach Water
- And Then - Aube Crush Pearl
- Angel's Song - Panasonic D-Snap
- Appears - Aube Crush Pearl
- Appears - Lawson Ticket Service
- Because of You - Panasonic Lumix
- Blue Bird - Dwango
- Blue Bird - Zespri gold
- Blue Bird - Mu-mo.net
- Bold & Delicious - Panasonic D-Snap Audio
- Bold & Delicious - Panasonic D-Dock
- Born to Be... - Nittele: 2006 Winter Olympics
- Born to Be... - Mu-mo.net
- Boys & Girls - AUBE'99
- Carols - Panasonic Lumix
- Carols "Classical Version" - Panasonic Lumix
- Daybreak - Panasonic
- Daybreak "H/\L's Mix 2002" - Panasonic Lumix
- Dearest - Sunrise (company) Inuyasha Slut-teme (anime)
- Dearest - Tu-Ka mobile phones
- Depend on you - CDTV ending theme (Tv-show)
- Depend on you - Sony Playstation software サウザンドアームズ
- Duty - Takano Yuri Beauty Clinic
- End of the World - Tu-Ka mobile phones
- Endless sorrow - ドラマ“昔の男”主題歌 (Drama)
- End roll "HAL's mix"- Morinaga
- Ever free "Acoustic Orchestra" - ドラマ“天気予報の恋人”挿入歌 (Drama)
- Everlasting dream "Rainbow Drew Drop Remix" - Panasonic 77MD
- Everywhere nowhere - Panasonic MJ55
- Evolution - Kose Visee
- Fairyland - Camellia Diamonds
- Fairyland - SPORTS Urugusu (Tv-show)
- Fairyland - Music Fighter Begynnelse-tema (Tv-show)
- Fairyland - Nissan X-TRAIL CUP
- Fairyland - Mu-mo.net
- Far away - Tu-Ka mobile phones
- Fly high - Lycos
- Fly high - Fifth Seasons
- Fly high - Lawson Ticket Service
- For My Dear - Morinaga Monburan
- Forgiveness - ドラマ“高原へいらっしゃい”主題歌 (Drama)
- Free & Easy - Panasonic 57MD
- Game - Panasonic PM700MD
- Glitter - Zespri Kiwi
- Greatful days - ayuready Slut-theme
- Hanabi - Tu-Ka mobile phones
- Heartplace - Panasonic Lumix
- Heaven - SHINOBI Heart Under Blade (film)
- I am... - Kose Visee
- Immature - JT Peach Water
- Independent - THE BASEBALL 2002 (Tv-show)
- Inspire - New York Guggenheim Museum Exhibition
- Inspire - Avex Audition 2004
- Is this Love? - Morinaga Bake
- Jewel - Panasonic Lumix
- July 1st - Kose Visee
- kanariya "radio edit" - CDTV Opening theme (Tv-show)
- Ladies Night~another night - Panasonic Lumix
- Love~destiny~ - Semi-Double (Drama)
- Love~since 1999~ - Semi-Double (Drama)
- M - Tu-Ka mobile phones
- Moments - Kose Visee
- Moments - Ayuready? Ending theme (Tv-show)
- Monochrome - JT Peach Water
- My name's Women - Panasonic D-snap
- Naturally - Kose Visee
- Naturally "Dolly remix" - Kose Visee
- Never Ever - Kirin Supli
- Never Ever - Lawson Ticket Service
- No more words - Sunrise (company) Inuyasha Slut-thema (anime)
- No way to say - テレビ“恋するハニカミ (Tv-show)
- No way to say - Panasonic MJ57
- Ourselves - Kose Visee
- Part of Me - Panasonic Lumix
- Poker face - CDTV opening theme (Tv-show)
- Rainbow - ayu ready? ending theme (Tv-show)
- Rainbow - Panasonic Lumix
- Rainy day - Capcom Onimusha: Dawn of Dreams Slut-tema (video game)
- Real me - Panasonic D-snap
- Real me - Fifth Seasons
- Seasons - ドラマ“天気予報の恋人”主題歌 (Drama)
- Seasons "Acoustic Orchestra" - ドラマ“天気予報の恋人”挿入歌 (Drama)
- Seasons "D-Z BLUE SUNBEAM MIX" - Kose Visee
- Secret - Confessions of Pain (film) (Japanese Version)
- Someday my prince will come - Walt Disney Snow White
- Startin' - Capcom Onimusha: Dawn of Dreams opening theme (video game)
- Startin' - Mu-mo.net
- Step you - Panasonic D-Snap Audio
- Step you - Panasonic SD mini-compo
- Still alone - Takano Yuri Beauty Clinic
- To Be - JT Peach Water
- To Be "Acoustic Orchestra" - ドラマ“天気予報の恋人”挿入歌 (Drama)
- Too late - Honda Giorno Crea
- Too late "Soul Solution Remix" - Honda Giorno Crea
- Trauma - JT Peach Water
- Two of Us - Sony Playstation software サウザンドアームズ Ending theme
- Trust - 花王“ソフィーナ オーブ ルージュフィーリア (film)
- Unite! - Kirin Supli
- Vogue - Kose Visee
- Vogue "Kirari Natsu Ayu Mix" - Kose Visee
- Voyage - ドラマ“マイリトルシェフ”主題歌 (Drama)
- Voyage - “ayu ready?” Ending Theme (Tv-show)
- Voyage - Tsuki ni shizumu Theme (film)
- Walking proud - Panasonic MJ59
- We Wish - Kose Visee
- Will - Panasonic Lumix
- Whatever - [7-Eleven] Valentine
- Whatever - ASAYAN Ending theme (Tv-show)
- Who... - Tsuki (movie)
- You - ASAYAN Ending theme (Tv-show)
- You - Forecast 2-weekly Lens